# Quartz (média)
Pour les articles homonymes, voir Quartz.
Quartz est un médium économique de langue anglaise lancé en septembre 2012 par le groupe Atlantic Media (en).
Quartz est un média économique qui est d'abord conçu pour être lu sur mobile et sur tablette.

## Histoire
En juillet 2018, Quartz est acquis par l'entreprise japonaise Uzabase pour un montant compris entre 75 et 110 millions de dollars.
En novembre 2020, Uzabase annonce la vente de Quartz à son cofondateur et éditeur en chef pour un montant non dévoilé.